# Dopravní deník

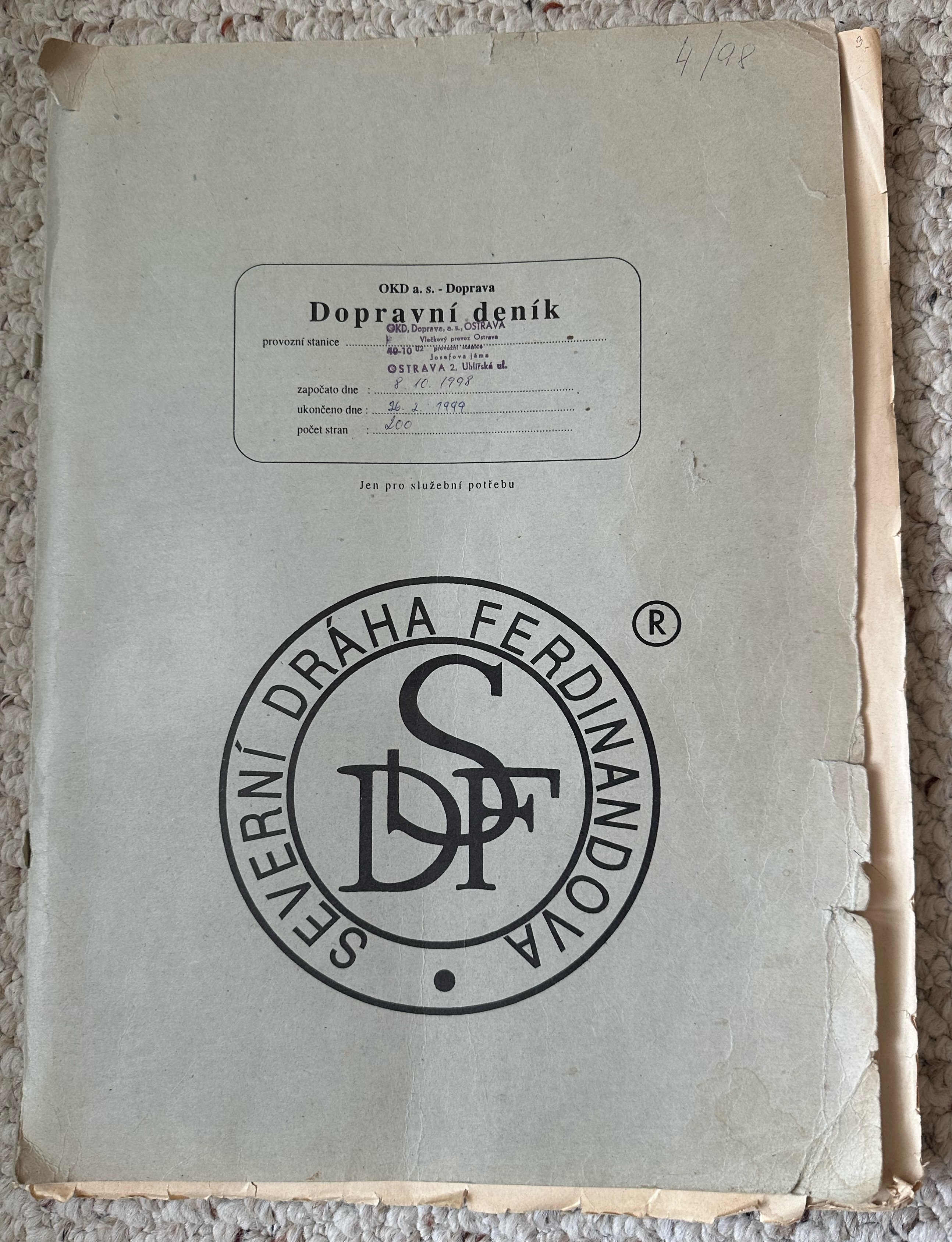
Obálka dopravního deníku používaného v letech 1998/1999 ve stanici Josefova jáma

Dopravní deník je písemný nebo elektronický záznam průběhu dopravní služby v dopravně obsazené výpravčím. Do dopravního deníku se zapisují předepsané údaje o vlacích a další údaje stanovené vnitřním předpisem provozovatele dráhy.

## Dopravní deník v písemné formě
Údaje do dopravního deníku zapisuje vždy výpravčí (v případě stanic z více výpravčími pak určený výpravčí), některé údaje o výluce může zapsat také odpovědný zástupce objednatele výluky, nadřízení pracovníci výpravčího a kontroloři dopravy pak provádějí zápis o provedené kontrole pracoviště.
Základními údaji v dopravním deníku jsou údaje o vlacích, které se zapisují do předtištěné tabulky. Typ a množství zapisovaných údajů závisí na typu zabezpečovacího zařízení. Obecně platí, že čím nižší je úroveň zabezpečení (to se týká traťového i staničního zabezpečovacího zařízení), tím více údajů je výpravčí povinen do dopravního deníku zapisovat.
Do dopravního deníku se také zapisuje záznam o předávce dopravní služby v této formě: „V 18:10 odevzdal: Novák, převzala: Bendová“. Na začátku směny pak výpravčí zapíše také příjmení vlakového dispečera, sousedních výpravčích, strážníků oddílů, závorářů a zaměstnanců, kteří jsou povinni hlásit volnost nebo správné postavení vlakové cesty.
V některých stanicích se může používat tzv. upravený dopravní deník, který má jiné předtištěné sloupce a lépe vystihuje poměry v dané stanici. To se týká např. situace, kdy jeden výpravčí ovládá dvě nebo více dopraven. V tomto případě má předtištěny sloupce pro všechny přidělené dopravny tak, aby nemusel vyplňovat údaje pro každou dopravnu do samostatného dopravního deníku.

## Dopravní deník v elektronické formě
Dopravní deník v elektronické formě svým obsahem zhruba odpovídá dopravnímu deníku v písemné formě, liší se tedy především tím, že je veden výpravčím pomocí speciální aplikace na počítači.
Hlavní výhodou elektronického dopravního deníku je možnost komunikace s elektronickými dopravními deníky v sousedních stanicích, ale i s dalšími informačními systémy pro podporu operativního řízení železniční dopravy. Elektronický dopravní deník musí být samozřejmě schopen zadaná data po stanovenou dobu uchovat.
Při řízení dopravy pomocí moderních systémů Dálkově ovládaných zabezpečovacích zařízení (DOZ) již dispečer DOZ ani výpravčí v jednotlivých stanicích zahrnutých do DOZ (jsou-li tam vůbec přítomni) dopravní deník nevedou. Veškeré informace, které je nutno zaznamenat, jsou generovány automaticky.